# Gabriel Popa
Gabriel Daniel Popa (n. 27 august 1985, Călărași, Călărași, România) este un fotbalist român retras din activitate, care a jucat pe post de portar la echipe ca Dunărea Călărași, Astra Ploiești și Dunărea Giurgiu.
În cadrul competiției "Drumul spre glorie", el s-a clasat în primii 6 portari din țară.